# Toliara
Toliara (in der frz. Kolonialzeit Tuléar genannt und auch heute noch gängiges Exonym) ist eine Stadt im Südwesten von Madagaskar. Sie ist Hauptstadt der gleichnamigen Provinz Toliara und der Region Atsimo-Andrefana. Sie liegt an der Straße von Mosambik zwischen den Flüssen Fiherenana und Onilahy.

## Bevölkerung
Der Großteil der Bevölkerung gehört zum Volk der Vezo. Es gibt allerdings zahlreiche Zuwanderer aus anderen Regionen der Insel und vom indischen Subkontinent. Die Stadt zählte bei der Volkszählung 1975 45.676, bei jener von 1993 80.826 Einwohner. Heute rechnet man mit rund 160.000 Bewohnern.

## Geschichte
Der Name bedeutet „Wo man gut ankern kann“. Die Stadt wurde im Mittelalter gegründet und wurde vom 16. Jahrhundert bis zur Eroberung durch die Merina 1835 von den Mahafaly beherrscht. Europäische Ansiedlungen scheiterten am Klima und der Malaria. Nur ein Piratenstützpunkt existierte längere Zeit. Die Franzosen eroberten die Stadt im Jahr 1895 und nannten sie Tuléar.
1957 wurde das römisch-katholische Bistum Tuléar in Toliara errichtet, 2003 wurde es zum Erzbistum Toliara erhoben.
Am 23. Februar 2013 wurde Toliara von Zyklon Haruna ziemlich verwüstet, wobei die Infrastruktur sehr gelitten hat.

## Wirtschaft
Toliara ist ein bedeutender Hafen und Handelsplatz. Wichtige Handelsgüter sind unter anderem Baumwolle, Erdnüsse, Reis, Seife und Sisalfasern. Eine Bierbrauerei und eine Fabrik für Kautabak sind die einzigen größeren Industriebetriebe. Der Handel befindet sich fast vollständig in der Hand von Indern und Pakistanern.

## Infrastruktur
Es gibt eine gut ausgebaute Straße über Fianarantsoa nach Antananarivo, die Route Nationale (RN) 7. Nach Norden führt die RN 9, die sich in schlechtem Zustand befindet. Südöstlich liegt der Flughafen Toliara. Außerdem gibt es eine Universität und mehrere Spitäler und Kliniken.

## Persönlichkeiten
- Fridtjov Birkeli (1906–1983), norwegischer lutherischer Geistlicher und Theologe

## Sehenswürdigkeiten
Die Stadt verfügt über verschiedene Sehenswürdigkeiten. Zu den markantesten Gebäuden zählen das Rathaus (Hôtel de ville) und die pädagogische Hochschule (Centre régional de l'Institut national de Formation pédagogique de Toliara), die sich in der breiten Allee Boulevard Galliéni, der früheren Prachtstraße der Stadt, befinden. Auf dem Grünstreifen in der Mitte der Allee wurde 1999 ein Denkmal für den Politiker und Freiheitskämpfer Monja Jaona (1910–1994) errichtet, der zeitweise Bürgermeister von Toliara war.
An der Rue de Voire im Norden der Stadt erinnert in einer kleinen Grünanlage, in der auch zwei Kanonen aufgestellt sind, ein Denkmal an den  Madagaskar-Aufstand von 1947.
Der katholische Dom Cathédrale Saint Vincent de Paul, bei dem eine Gedenktafel an die Gründung des Bistums Toliara im Jahre 1957 erinnert, befindet sich im Norden der Stadt, während die evangelisch-lutherische Kathedrale Katedraly Loterana mit ihren zwei massiven Türmen im Zentrum erbaut wurde. Die moderne evangelische Kirche Fiangonana Rasalama Maritiora an der breiten Geschäftsstraße Rue Gouverneur Campistron ist nach der ersten christlichen Märtyrerin Madagaskars, Rafaravavy Rasalama (1810–1837), benannt.
An Museen gibt es in Toliara ein kleines ozeanographisches Museum, das Musée de la Mer, auch Musée océanographique Rabesandratana genannt. In ihm sind unter anderem ein präparierter Quastenflosser sowie zwei Eier des ausgestorbenen Elefantenvogels beachtenswert. Im Musée Mahafaly-Sakalava, einem Volkskundemuseum, das auch unter dem Namen Cedratom bekannt ist, wird hauptsächlich die Kultur der Mahafaly und der Sakalava erklärt. Unter anderem sind traditionelle Musikinstrumente und aus Holz geschnitzte Stelen, die bei Grabstätten den sozialen Status der Verstorbenen bezeichnen, ausgestellt. In der Nähe des Museums sind noch mehrere Gebäude aus der französischen Kolonialzeit erhalten, deren Mauern teilweise mit Reliefs verziert sind, die Szenen aus den Alltag der Einheimischen darstellen. Das Musée du recyclage ist eine Kunstgalerie, in der Kunstwerke aus recycelten Materialien ausgestellt sind.
Am Meer befindet sich in zentraler Lage die Parkanlage „Jardin de la Mer“ mit einem kleinen botanischen Garten. Unweit davon dehnt sich ein Mangrovenwald aus.
Die sehenswerten Gebäude der 1988 gegründeten Universität Toliara befinden sich 5 km nordöstlich des Zentrums.

## Umgebung
Der 1980 gegründete und 40 ha große botanische Garten Arboretum d’Antsokay ist 12 km entfernt.
Das Dorf Miary, 17 km nordöstlich von Toliara, ist wegen des als heilig verehrten Baumes  „L'arbre de Miary“ bekannt. Es handelt sich um einen angeblich 1 700 Jahre alten Banyan-Baum, dessen zahlreiche Luftwurzeln einen Hain innerhalb eines ummauerten Geländes bilden.
Nördlich von Toliara gibt es zahlreiche hervorragende Badestrände. Von ihnen ist der Ifati-Strand  einer der bekanntesten.
Toilara ist Ausgangspunkt für Reisen zum etwas südlich gelegenen Nationalpark Tsimanampetsotsa.

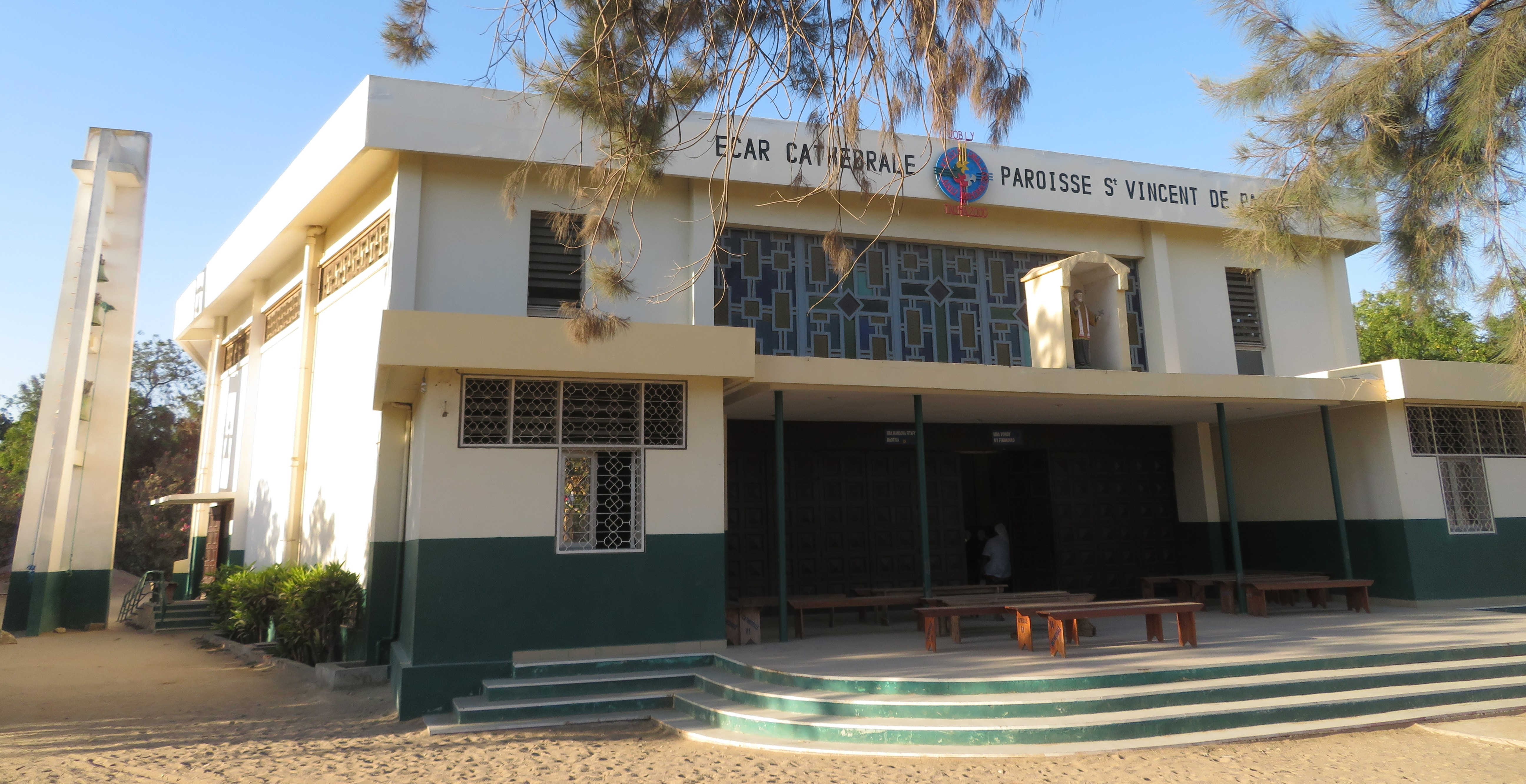
Cathédrale Saint Vincent de Paul
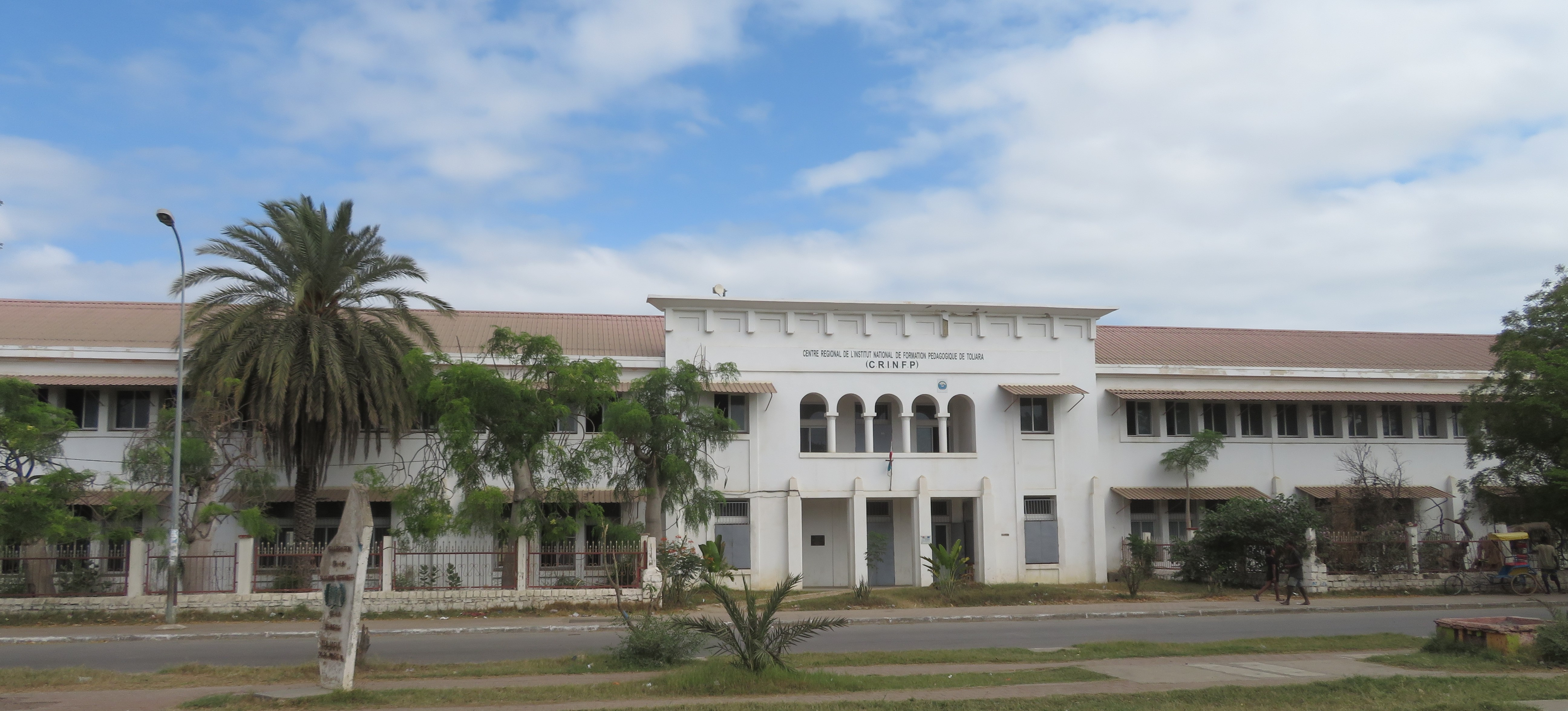
Pädagogische Hochschule
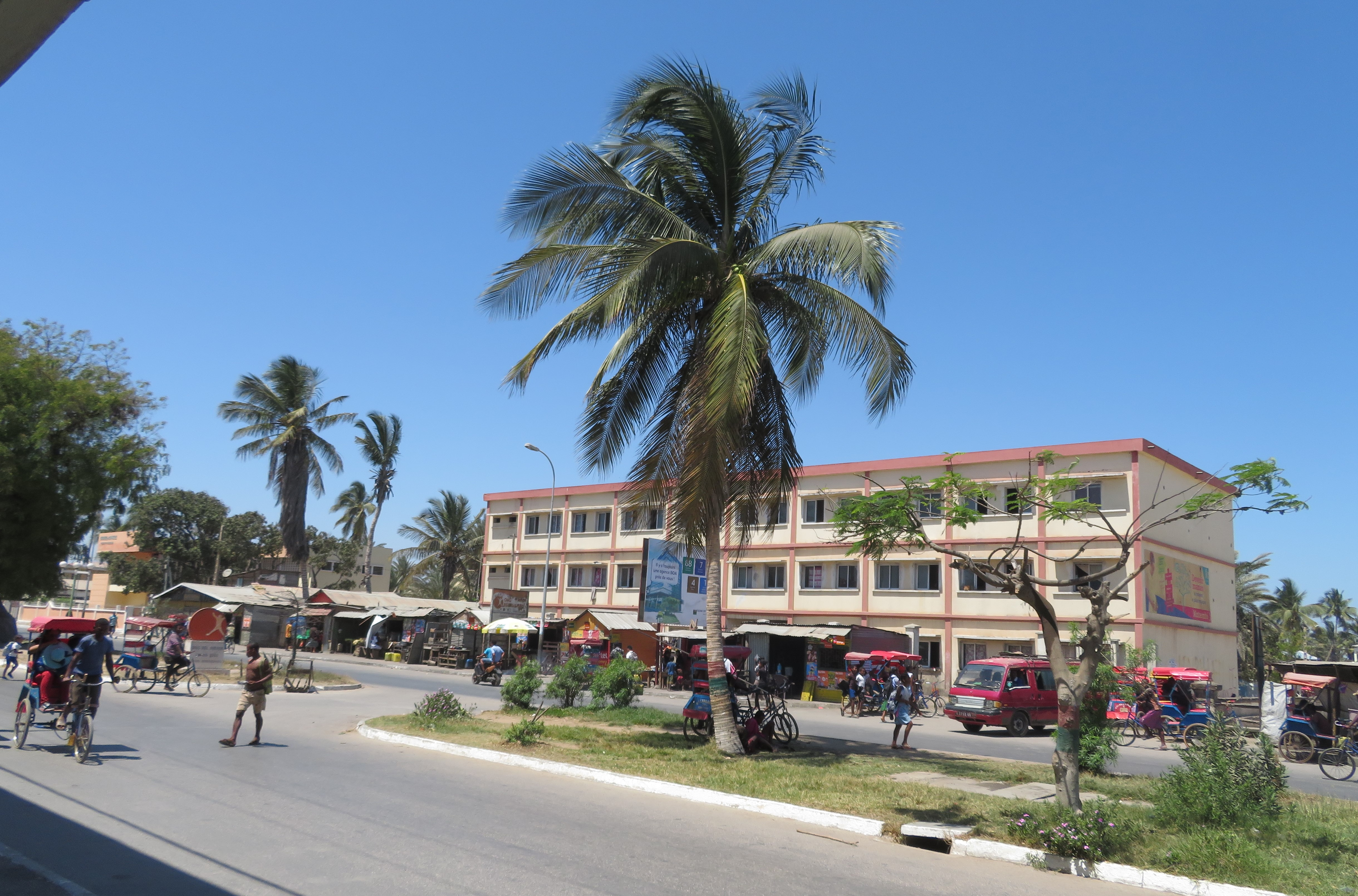
Boulevard Galliéni
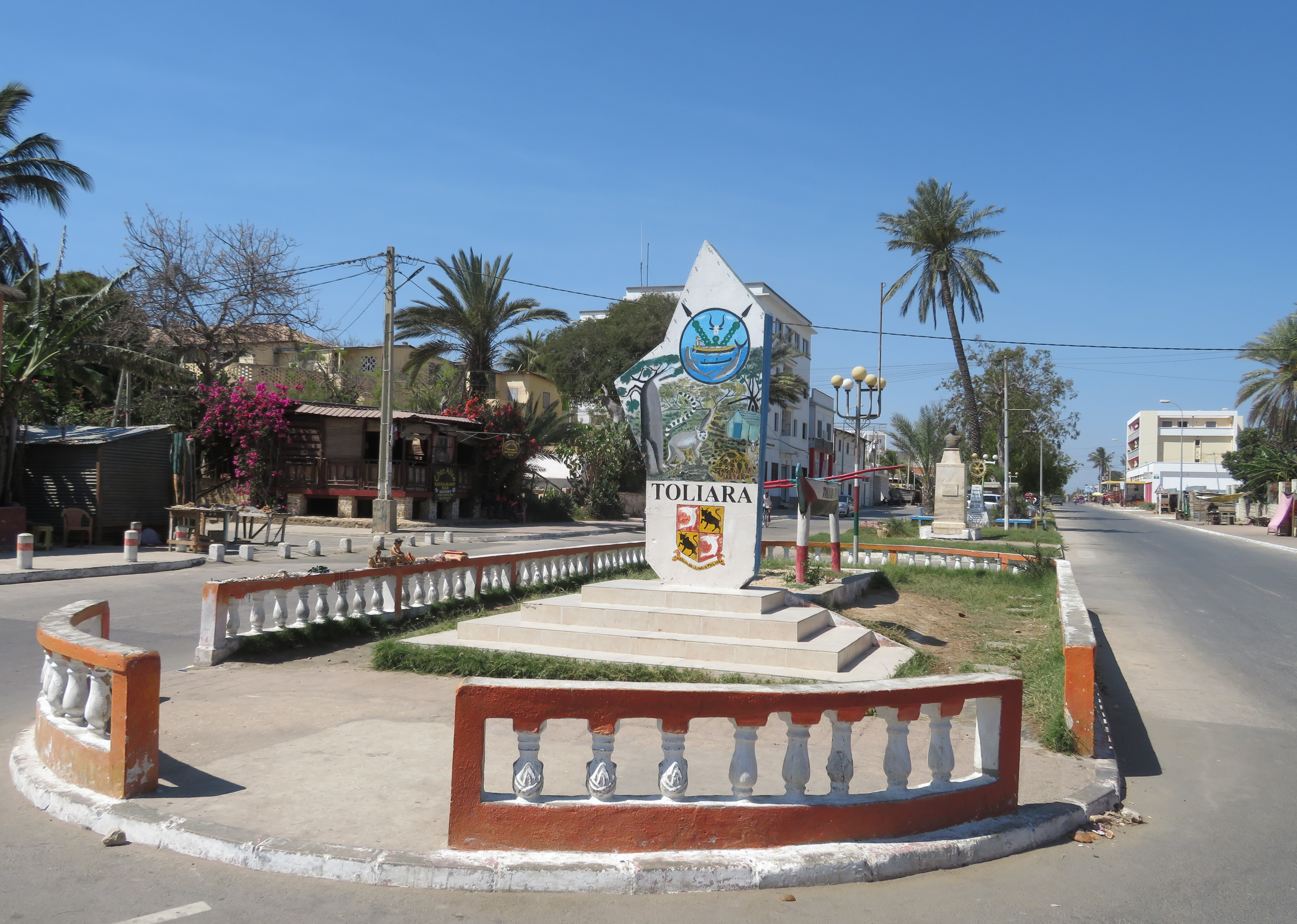
Boulevard Galliéni mit Wappen von Toliara
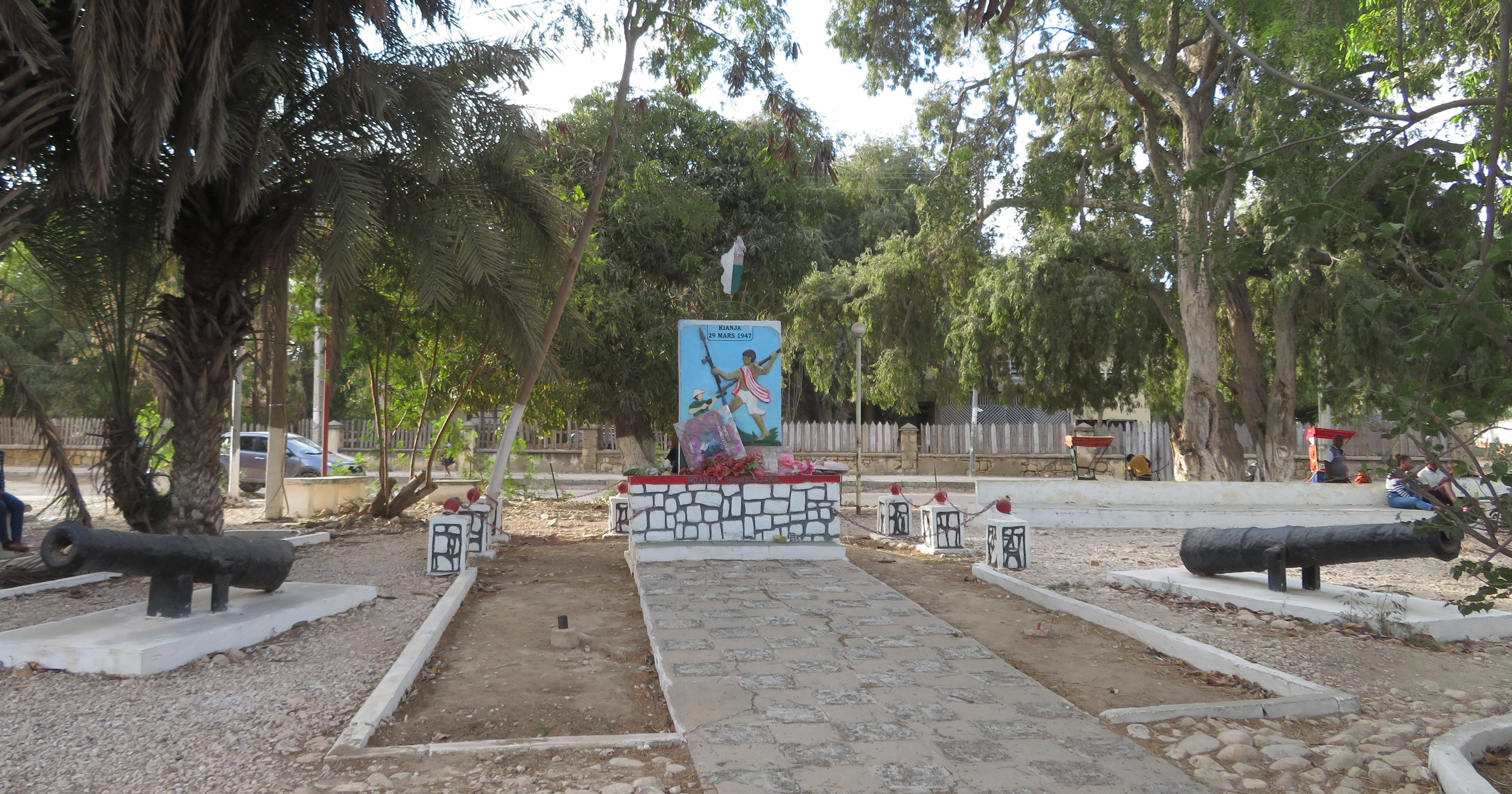
Denkmal mit Kanonen
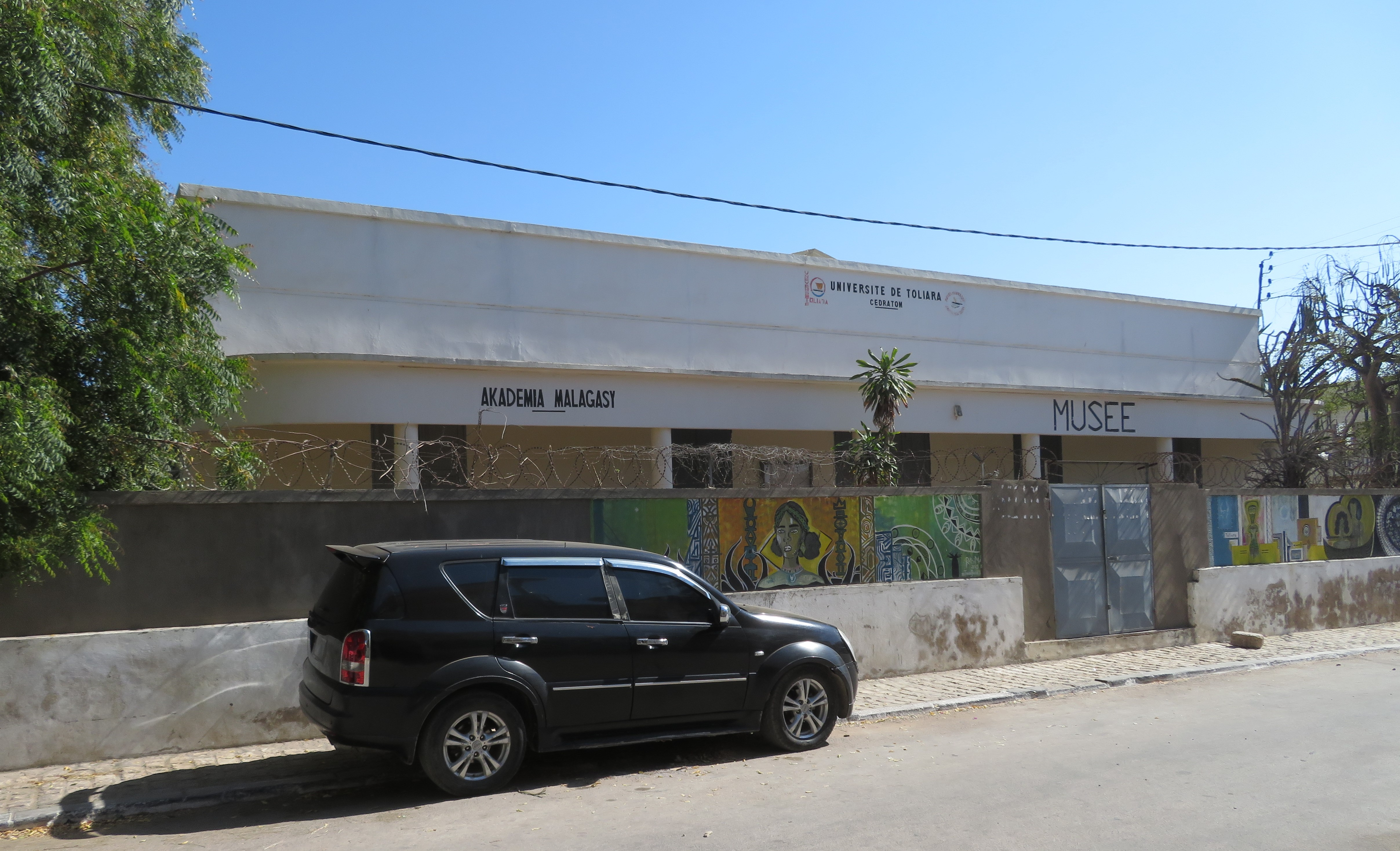
Museum Cedratom
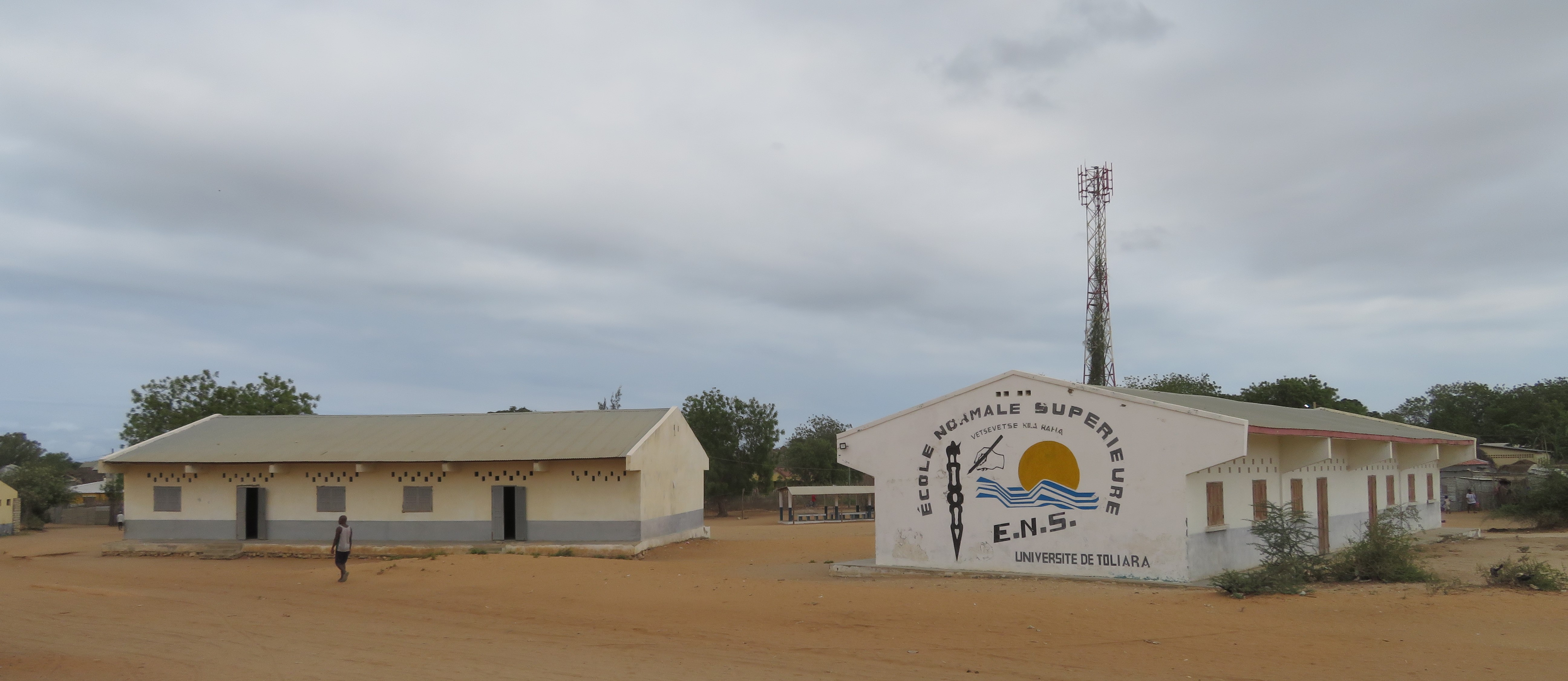
Teilansicht der Universität
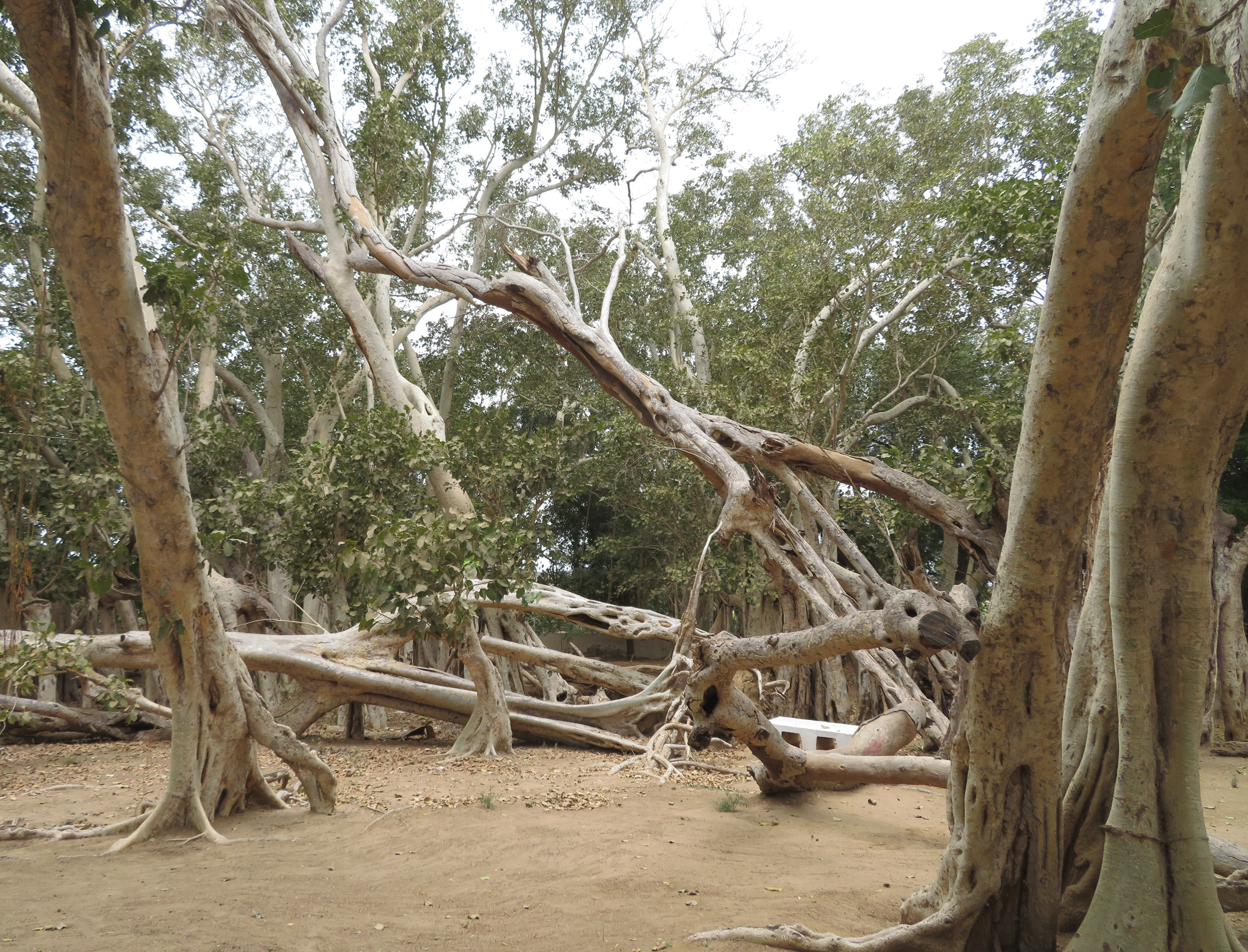
L'arbre de Miary
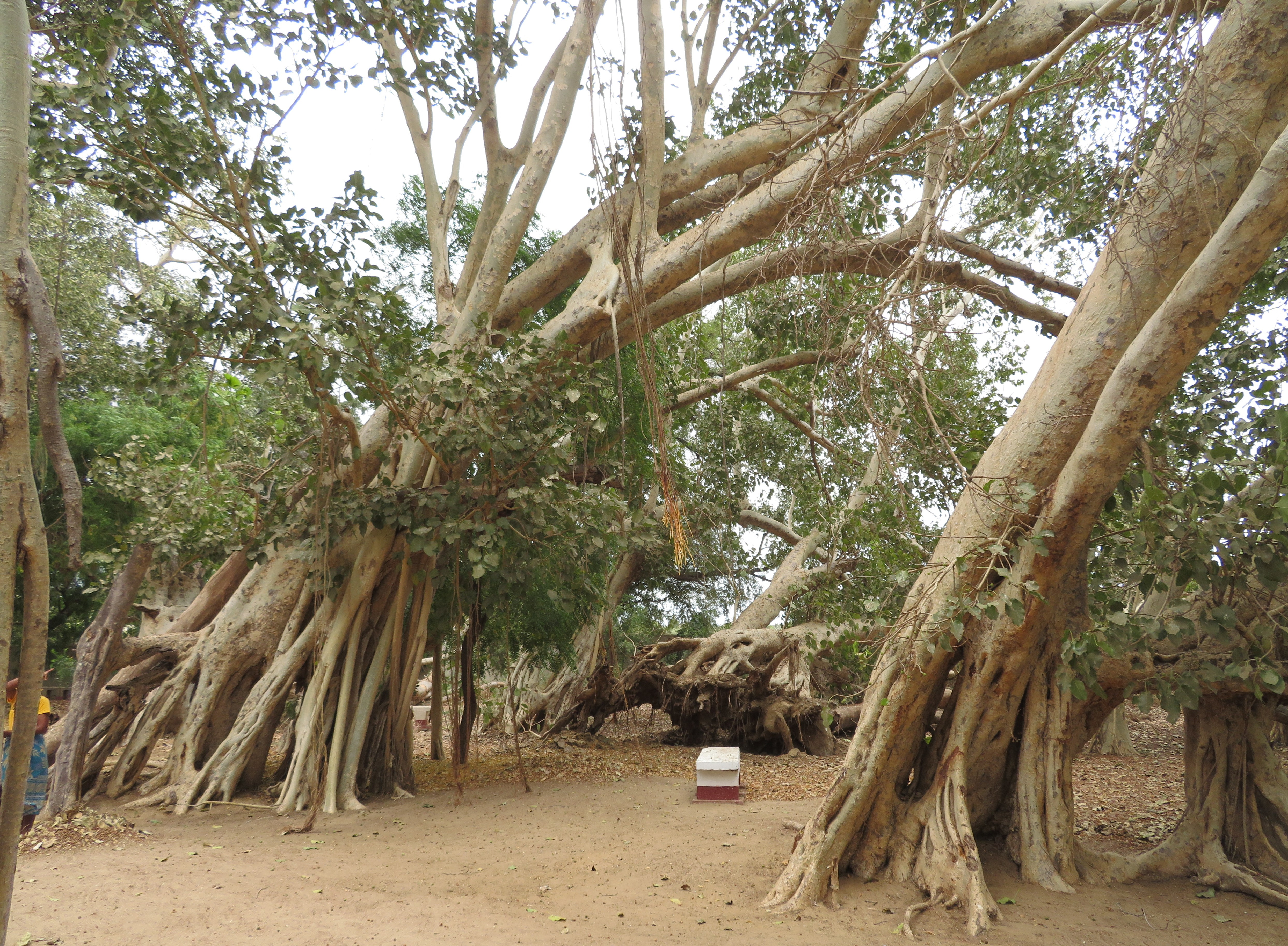
L'arbre de Miary
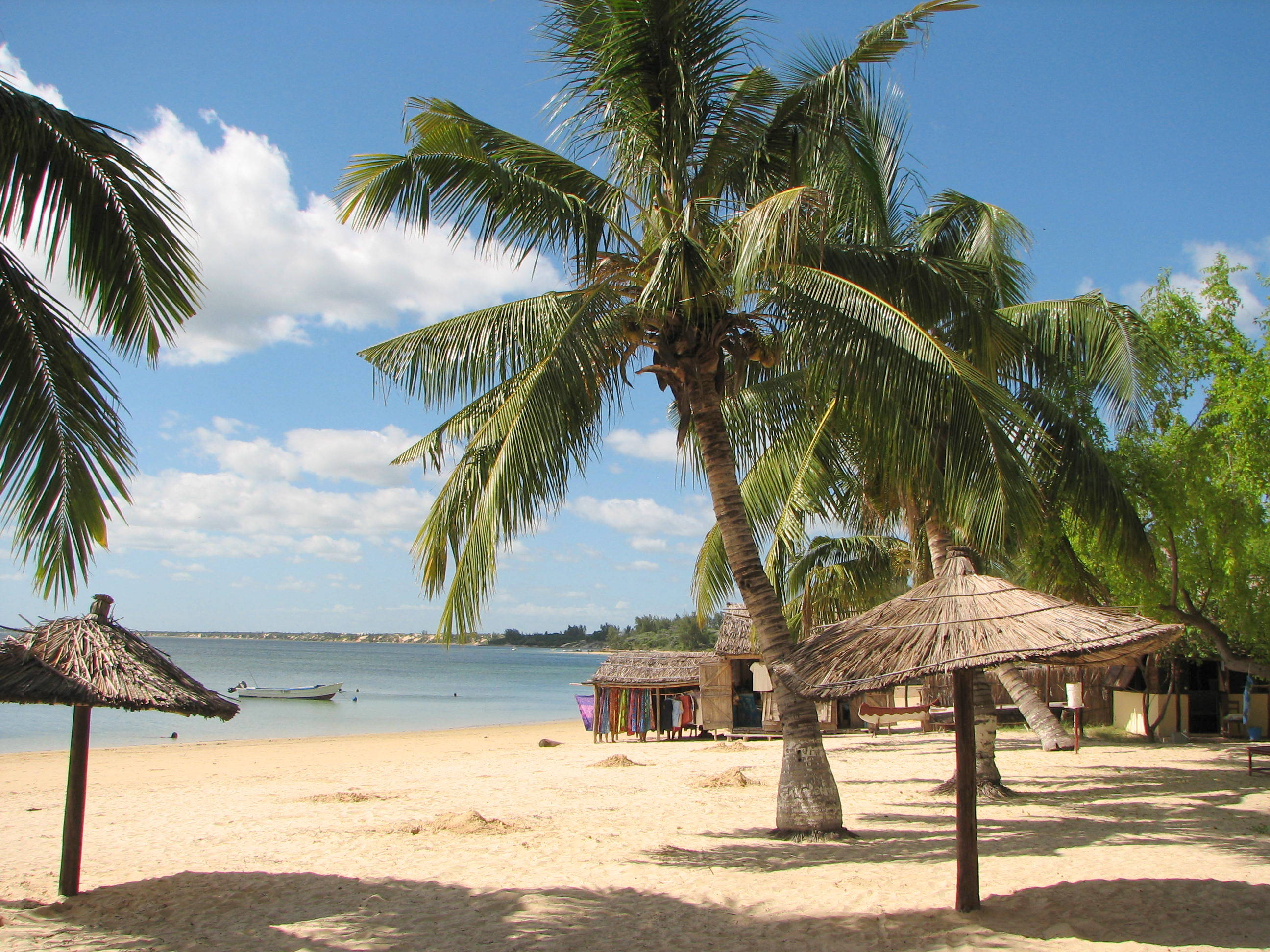
Ifati-Strand nahe der Stadt

## Klimatabelle
|                       | Jan  | Feb  | Mär  | Apr  | Mai  | Jun  | Jul  | Aug  | Sep  | Okt  | Nov  | Dez  |   |      |
| Mittl. Tagesmax. (°C) | 32,3 | 32,6 | 31,9 | 30,8 | 28,7 | 26,9 | 26,9 | 27,5 | 28,8 | 29,4 | 30,5 | 31,5 | ⌀ | 29,8 |
| Mittl. Tagesmin. (°C) | 22,5 | 22,4 | 21,5 | 19,0 | 16,1 | 14,2 | 13,0 | 13,8 | 15,5 | 17,7 | 20,0 | 21,6 | ⌀ | 18,1 |
|                       |      |      |      |      |      |      |      |      |      |      |      |      |   |      |
| Niederschlag (mm)     | 90   | 85   | 45   | 18   | 20   | 17   | 8    | 7    | 15   | 13   | 24   | 95   | Σ | 437  |
|                       |      |      |      |      |      |      |      |      |      |      |      |      |   |      |
| Sonnenstunden (h/d)   | 10,0 | 9,9  | 9,6  | 9,9  | 9,6  | 9,3  | 9,6  | 10,2 | 10,3 | 10,5 | 10,4 | 9,9  | ⌀ | 9,9  |
|                       |      |      |      |      |      |      |      |      |      |      |      |      |   |      |
| Regentage (d)         | 6    | 6    | 3    | 2    | 2    | 2    | 1    | 1    | 1    | 1    | 2    | 5    | Σ | 32   |
|                       |      |      |      |      |      |      |      |      |      |      |      |      |   |      |
| Wassertemperatur (°C) | 26   | 27   | 27   | 26   | 25   | 23   | 24   | 24   | 24   | 24   | 25   | 26   | ⌀ | 25,1 |
|                       |      |      |      |      |      |      |      |      |      |      |      |      |   |      |
| Luftfeuchtigkeit (%)  | 77   | 77   | 75   | 76   | 75   | 74   | 74   | 72   | 74   | 75   | 75   | 77   | ⌀ | 75,1 |

| 22,5 |

| 22,4 |

| 21,5 |

| 19,0 |

| 16,1 |

| 14,2 |

| 13,0 |

| 13,8 |

| 15,5 |

| 17,7 |

| 20,0 |

| 21,6 |

| 22,5 |

| 22,4 |

| 21,5 |

| 19,0 |

| 16,1 |

| 14,2 |

| 13,0 |

| 13,8 |

| 15,5 |

| 17,7 |

| 20,0 |

| 21,6 |

## Trivia
Nach der Stadt ist die Hunderasse Coton de Tuléar benannt, der wegen der bedeutenden Baumwollindustrie Tuléars auch als Baumwollhund bekannt ist.